# Federico Crescentini
Federico Crescentini (ur. 13 kwietnia 1982 w San Marino, zm. 13 grudnia 2006 w Acapulco) – sanmaryński piłkarz występujący na pozycji obrońcy, reprezentant San Marino w latach 2002–2006.

## Kariera klubowa
Jako nastolatek szkolił się we włoskich klubach Piacenza Calcio oraz AS Virtus Villa. W sezonie 2001/02 został włączony do składu seniorskiego zespołu AS Virtus Villa, rywalizującego na poziomie Promozione Emilia-Romagna. Przed sezonem 2003/04 został zawodnikiem SP Tre Fiori (Campionato Sammarinese). Dzięki zezwalającym na to przepisom FSGC, będąc zarejestrowanym w tym klubie, występował jednocześnie w ACD Virtus San Mauro a Mare (2003–2004, Promozione Emilia-Romagna) i Realu Misano (2004–2006, Eccellenza Emilia-Romagna).

## Kariera reprezentacyjna
Crescentini w latach 1998–2000 wystąpił sześciokrotnie w reprezentacji San Marino U-18 podczas trzech turniejów kwalifikacyjnych do Mistrzostw Europy. Jego debiut w międzynarodowych rozgrywkach miał miejsce 28 października 1998 w przegranym 0:6 meczu z Belgią U-18. W latach 2002–2003 grał w kadrze U-21, dla której rozegrał 7 spotkań w kwalifikacjach Mistrzostw Europy 2004.
21 maja 2002 zadebiutował w seniorskiej reprezentacji San Marino w przegranym 0:1 towarzyskim meczu z Estonią w Serravalle. W spotkaniu tym pojawił się na boisku w 67. minucie, zmieniając Giacomo Maianiego. Ze swoją drużyną narodową wziął udział w eliminacjach do Mistrzostw Świata 2006 oraz kwalifikacjach do Mistrzostw Europy 2008. Ogółem w latach 2002–2006 zanotował w reprezentacji 8 występów, nie zdobył żadnej bramki.

## Okoliczności śmierci i upamiętnienie
13 grudnia 2006 podczas urlopu w Meksyku Crescentini utonął w Oceanie Spokojnym. Podczas spaceru na plaży Bocana w Acapulco fala zmyła do wody jego oraz jego towarzyszkę, obywatelkę Meksyku. Crescentini, będący instruktorem pływania, pomógł kobiecie wydostać się na brzeg, jednak z powodu wycieńczenia organizmu został pochłonięty przez prąd morski i zaginął. Jego ciało odnaleziono dwa dni później na plaży Ventura w miejscowości Colonia Juan Nepomuceno Álvarez (Guerrero), ok. 105 km od miejsca zdarzenia. Jego pogrzeb odbył się w kościele Św. Wawrzyńca w Montegiardino, gdzie pochowano go na lokalnym cmentarzu parafialnym.
W marcu 2007 roku sanmaryński Kongres Stanu przyznał mu pośmiertnie Medal za Dzielność pierwszej klasy – najwyższe cywilne odznaczenie. 7 lutego 2007 przed rozpoczęciem meczu San Marino-Irlandia oba zespoły z czarnymi opaskami na rękach uczciły minutą ciszy Crescentiniego oraz włoskiego policjanta Filippo Racitiego, zabitego pięć dni wcześniej przez pseudokibiców po spotkaniu Calcio Catania-US Città di Palermo. Ceremonia odbyła się na wniosek prezesa FSGC Giorgio Crescentiniego. W kwietniu 2008 roku władze Fiorentino przemianowały nazwę tamtejszego stadionu na Campo sportivo di Fiorentino Federico Crescentini. W grudniu tego samego roku FSGC zainicjowała coroczny młodzieżowy turniej piłkarski Trofeo Paolo e Federico Crescentini, poświęcony również jego tragicznie zmarłemu kuzynowi Paolo (1991–2005). W listopadzie 2014 roku kapitan reprezentacji San Marino Andy Selva zadedykował mu remis w meczu z Estonią (0:0) w eliminacjach Mistrzostw Europy 2016, w którym San Marino zdobyło pierwszy w historii punkt w kwalifikacjach mistrzostw Europy.

## Życie prywatne
Był bratankiem Giorgio Crescentiniego, byłego kapitana regenta (1984) i prezesa FSGC w latach 1985–2017.

## Odznaczenia
- Medal za Dzielność